# Гарматний постріл Іфтар
Гарматний постріл Іфтар (Madfa al-ifṭār, араб. مدفع الافطار, буквально «гармата для розговлення») — давня традиція, яка почалася в Єгипті та поширилася на всю Османську імперію. Кожного вечора під час Магрібського азану (заклик до молитви на заході сонця) гармата робила один постріл, щоб сповістити людей про початок іфтара в Рамадан, коли мусульмани мають перервати свій денний піст із заходом сонця.

## Походження
Хоча ця традиція практикується сьогодні в більшості частин мусульманського світу, постріл гармати вперше використовувався для інформування всього міста про час іфтара, ще до винайдення точних годинників і засобів масової інформації. Спочатку з гармати стріляють, щоб сповістити про початок священного місяця Рамадан, а потім щодня, щоб сповістити про закінчення посту під час молитви на заході сонця Магрібу. Більшість істориків погоджуються, що ця практика виникла в Єгипті, а деякі стверджують, що вона бере свій початок ще в Х столітті, коли один із фатимідських халіфів наказав встановити гармату на пагорбі Мукатам у Каїрі, щоб усі мусульмани почули сигнал до розговлення, хоча це малоймовірно, оскільки гармати ще не винайшли. Інші історики відносять традицію до правителя мамлюків Сайфа ад-Діна Хушкадама в XV столітті, але найпоширеніша історія поміщає походження звичаю в ХІХ століття, під час правління османського губернатора Єгипту Мухаммеда Алі.
Популярна історія про те, що ця практика виникла за часів правителя мамлюків Хоша Кадама. Говорили, що султану дали гармату, і що його солдати випробували її, вистріливши з неї на заході сонця. За збігом обставин це сталося в кінці денного посту в Рамадан. Коли жителі Каїра почули гуркіт, вони сприйняли це як знак, що можуть закінчити піст, і були настільки в захваті від цієї ідеї, що натовпом зібралися до палацу, щоб привітати султана. Побачивши можливість прихилити батька до себе, його дочка Хаджа Фатіма закликала його стріляти з гармати щодня на іфтар. Він погодився, і народилася традиція «мідфа аль-іфтар» з місцевим прізвиськом Хаджа Фатіма. До цього дня на плато Мукатам біля Цитаделі встановлюють гармати для оголошення іфтару. Однак цю історію вважають ревізіонізмом історії, а причиною ревізіонізму є уникнення османського минулого.
Ця практика поширилася в мусульманському світі в минулому столітті. Його прийняла держава Саудівської Аравії після завоювання ними священних міст Мекки та Медіни в 1920-х роках і впровадила в Шарджі та Дубаї в середині ХХ століття. Використовуються різні конструкції гармат Рамадан, починаючи від спеціально створених пристроїв холостої стрільби до звичайних артилерійських гармат, таких як британська 25-фунтова гаубиця QF, яка використовується в Об'єднаних Арабських Еміратах. Американська 75-мм гаубиця M1916, подарована місцевій мусульманській владі британською армією, використовується в Єрусалимі. У Каїрі використовується німецька 75-мм польова гармата Krupp. Це називається «аль-Хаджа Фатіма» на честь дружини Сайфа ад-Діна Хушкадама.

## Інші країни
- Бахрейн — 3 гармати розташовані в Бахрейні, з яких зазвичай щодня стріляють по форту Ріффа (відео),[2] форту Арад і Авеню, Бахрейн.
- Катар — гармати розміщені в Сук Вакіф, Катарі, Великій мечеті Мухаммеда Ібн Абдулваххаба і Сук Аль Вакра під наглядом катарських збройних сил.[3]
- Саудівська Аравія — кілька гармат розташовані в Саудівській Аравії, особливо в містах регіону Хіджаз, таких як Мекка, Джидда і Медина.[4]
- ОАЕ — перша гармата була випущена в Шарджі в ХІХ столітті за часів правління султана бін Сакра Аль-Касімі.[5] Кожен емірат тепер має щонайменше одну гармату, а три найбільш густонаселені (Абу-Дабі, Дубай і Шарджа) розміщують у своїх містах по кілька гармат.[6]
- Ємен — Звук гармати для іфтару колись було чути над столицею Саною, хоча через триваючу громадянську війну немає впевненості, що ця практика продовжиться.[5]
- Кувейт — Палац Наїф.
- Ізраїль — гармата вистрілює з Храмової гори.